# Ketchum-Gletscher
Der Ketchum-Gletscher ist ein rund 80 km langer Gletscher an der Lassiter-Küste im Palmerland auf der Antarktischen Halbinsel. Er fließt in östlicher Richtung zwischen den Scaife Mountains und den Latady Mountains zum Gardner Inlet.
Entdeckt wurde er bei der Ronne Antarctic Research Expedition (1947–1948) unter der Leitung des US-amerikanischen Polarforschers Finn Ronne. Ronne benannte ihn nach Gerald Ketchum (1908–1992), der als Kommandant des Eisbrechers USCGC Burton Island im Rahmen der Operation Windmill an einem Einsatz für Ronnes Forschungsreise beteiligt war.